# Bánkuti Miklós
Bánkuti Miklós (Budapest, 1911. – Budapest, 1980. április 7.) költő.

## Élete
Polgári családban született. Apja előbb lakatosmesterként, majd villamossági vállalkozóként dolgozott. Az elemi iskola elvégzését követően a Madách Imre Gimnáziumba került, ahol 1929-ben érettségizett. Ezután egy évet Bécsben töltött a Siemens–Schuckert-gyárban mint gyakornok, majd Budapesten, egy kft. Váci utcai telepén helyezkedett el. 1934-ben műszerészi segédlevelet, 1942-ben pedig mesteri oklevelet szerzett.
A második világháború kitörése után hadiüzemben dolgozott, ahonnan németellenes magatartása miatt 1944 elején eltávolították. Tevékenyen részt vett a nemzeti ellenállásban a Kelemen csoport tagjaként, Pesthidegkút környékén. A háború után fényképészriporterként, előfizetés gyűjtőként, majd 1950-től nyugdíjaztatásáig technikusként dolgozott. Folyamatosan anyagi nehézségekkel küszködtek súlyos beteg feleségével együtt. Az évtizedeken át periférián sínylődő költő élete utolsó éveiben testileg-lelkileg megtört, amihez az anyagiakon kívül jelentős mértékben hozzájárult a költői lét sorozatos kudarca is. Véglegesen visszahúzódott pesthidegkúti magányába.
1980. április 7-én váratlan szívroham végzett vele. Beteg, mozgásképtelen felesége három évvel élte túl. Férje kívánságának eleget téve, a kéziratos hagyatékot Zászlós Levente irodalomtörténész-költőre hagyta.

## Munkássága
Első verse 1936-ban jelent meg. Ezután 1948-ban a Magyarok című folyóirat közöl tőle két verset, majd 1949-ben, az utolsó megjelent számban teszik közzé a költő Könny és korom című versciklusának nagyobbik részét. A teljes anyag megjelentetését Darázs Endre akadályozta meg. Kolozsvári Grandpierre Emilnek köszönhetően versei két alkalommal a rádióba is eljuthattak. 1952-ben két versét közli a Vigilia című katolikus folyóirat, ezt követően csak 1964-ben lát napvilágot három verse a dunántúli Jelenkorban. Utolsó nyomtatásban megjelent verse a gyászjelentésen volt olvasható: 
„Bújócska a mi egész életünk,

egymás elől leplezgetjük magunk

s nem kell félni, hogy fény lövell reánk,

az iram túl gyors, hamar meghalunk.”
Hagyatékának gondozója, Zászlós Levente visszaemlékezése szerint Budapest 1945-ös ostromában érett igazi, jelentős költővé. Megfogalmazása szerint „a homéroszi élmény nyers valósága a tűz és vér minden iszonyatával együttesen jelenítődik meg frissen rögzített lírai naplójában, a Könny és korom-ban”. Értékelése szerint ez a ciklusa már egyértelműen az eredeti költői hangvétel adománya, amelyben a kiteljesedő életmű minden jellegzetessége együtt van, s nem csupán az egyszerű versolvasónak ígéri a katarzis élményét, hanem még a képzett filológus számára is szolgál meglepő fölismerésekre vezető késztetéssel. Zászlós szerint Bánkuti költői eszközei hagyományosak: nem a nyelvi újítók közül való, eredetisége és értéke inkább lávaömlésszerű indulatiságának erejében rejlik, mivel egyszerre nyers és kifinomult, harsány és tompított, s jól érzékeli, hogy a téma nem tűri a költői míveskedést. Zászlós szerint nem a megkésett naturalizmus védelméről van itt szó, hanem éppen ellenkezőleg: annak szükségszerű jelenlétéről, adott esetben pótolhatatlanságáról.
Zászlós Levente szerint Bánkuti Miklós verseinek szépségét, költői erejét kortárs kritikusai pontosan érzékelték, s értékelésük ma is helytálló. Az alább idézett levélrészletek, noha az elismerés hangján szólnak, jól dokumentálják, hogy bizonyos szelektív szempontok mennyire befolyásolták már a koalíciós időkben is, vagyis még a Rákosi-korszakot megelőzően a költők mozgási lehetőségét, amely a fordulat évével a reménytelen vergődések korszakába fordult.
„Kedves Barátom, lassan, de végül mégiscsak sikerült elolvasnom Könny és korom című versciklusát, amelyhez őszinte szívvel gratulálok, néhány valóban elsőrangú vers is akad benne. Gondolkozzék rajta, nem tudna-e még hozzáírni néhány verset, optimista hangulatúakat, amelyek feloldanák az ostromversek sötét hangulatát. Így könnyebben találna kiadót is a ciklusra. – Grandpierre Emil.”
„Egy vagy két, esetleg három olyan versre volna szükség a ciklus végén, ami egész tartalmában határozottan kifejezi a háború végét, azt az örömet, amit a költő és az emberek általában éreznek, ha egy iszonyat véget ért és beköszönt a béke. A Magyarok szempontjából csak akkor érdekes az egész sorozat, ha a végén a komor hangulat optimista, mégpedig nem erőszakoltan optimista versekkel feloldódik. Kérem mielőbbi válaszát. Üdvözlettel: Grandpierre Emil”
„Kedves Barátom, megkaptam a Könny és korom befejezését – tetszett. A költeménysorozat egy részét közlöm a márciusi számban. Néhány verset ki kell hagyni – nem hangoznék jól. Következő alkalommal a második felét is közlöm. – Egyébként írtam érdekében Bóka Lászlónak, hogy eredménnyel-e, majd kiderül. Írja meg egyszer, mivel foglalkozik, honnan ez az állandó pesszimizmus? Viszontlátásig üdvözli: Grandpierre Emil”
„Igen tisztelt Uram! Igaz örömmel olvastam verseit: költő szólal meg bennük. Ha valamennyi verse olyan volna, mint a »Mert három lóból«, azt kellene írnom, hogy szinte nem is látom útját már a költői fejlődésnek, annyira kész a költői mondanivaló is, a forma is. Ismétlem: valóban tehetségesnek tartom Önt és valóban olyannak, aki fejlődhetik. Kérem, tájékoztasson időnként költői útjáról: nagyon érdekel. Ha tanácsra van szüksége, szívesen állok rendelkezésére. Bp. 1949. január hó 18-án. Őszinte tisztelettel: Dr. Bóka László államtitkár.”
„Miklós, nagy mű formálódik benned! Megrendítő s felemelő emberi-isteni színjáték az, amit felidézel. Az ostrom idejének tapintható tisztaságú, szörnyű s mégis magasztos ideje éppen olyan erővel s tiszta erkölcsiséggel forr verssé benned, mint a világtörténelem villámfényeiben a káoszba látott csodás rend. 1957. II. 2. László Gyula (régészprofesszor)”
„B. Miklós megfogta a tartalmával: ezt a témakört nagyon kerülte az irodalom. A tartalom szükségképpen együtt jár bizonyos nyersebb realizmussal, ez üdvére válik. – Szabó Lőrinc”
„Kötete gondos válogatással kiadást érdemelne, de kiadónk igen súlyos anyagi és papírgondokkal küzd, s ezért nem tudunk verseinek megjelentetésére vállalkozni. 1958. jan. 2. Béládi Miklós irodalmi vezető, Magvető.”
Az áhított kötet „Égő hóvirágok” címmel végül 1995-ben jelenhetett meg a Szenci Molnár Társaság áldozatvállalásának köszönhetően. A költő akkor már tizenötödik éve pihent a Farkasréti temetőben.

## Megjelent verseskötete
- Égő hóvirágok (Válogatott versek. Szenci Molnár Társaság, Budapest, 1995)

## Emlékezete
2006-ban a NapSziget a Művészetekért Alapítvány Bánkuti Miklósról elnevezett irodalmi díjat hozott létre, melyet 2007-től kezdve minden esztendőben március 1-jén adnak át. A NapSziget folyóirat a díjátadást megelőző évfolyamában közölt legkiemelkedőbb lírai alkotás szerzőjét jutalmazza ezzel a díjjal.
Eddigi Bánkuti Miklós-díjasok: Zalán Tibor (2007), Csák Gyöngyi (2008), Móritz Mátyás (2010), Oláh András (2011), Harcos Katalin (2013), Balogh József (posztumusz, 2013), Debreczeny György (2014). A díjat a hagyaték gondozója, Zászlós Levente irodalomtörténész, költő adja át.